# Juan Ángel Albín
Juan Ángel Albín Leites (né le 17 juillet 1986 à Salto) est un footballeur uruguayen jouant actuellement avec Veracruz, principalement comme attaquant ou meneur de jeu.

## Carrière
Albín a commencé sa carrière au Club Nacional de Football à Montevideo, où il remporta 3 fois la titre national. Ses bonnes prestations lui ont valu d'être transféré à Getafe CF durant l'été 2006.
Le 23 mai 2011, Getafe annonce son transfert à l'Espanyol de Barcelone. En janvier 2013, il est prêté six mois au Nacional.

## Palmarès
- Nacional
  - Vainqueur du Championnat d'Ouverture d'Uruguay (2) : 2004, 2005
  - Vainqueur du Championnat de Clôture d'Uruguay : 2006
- Getafe CF
  - Finaliste de la Coupe d'Espagne : 2007,  2008